# Trastuzumab
Trastuzumab (INN; Herclon, Herceptin) je monoklonalno antitelo koje je specifično za HER2/neu receptor. Njegova glavna primena je u lečenju pojedinih tipova raka dojke. Trastuzumab je rekombinantno IgG1 kapa, humanizovano monoklonalno antitelo koje se selektivno vezuje sa visokim afinitetom za ekstracelularni domen ljudskog receptora epidermalnog faktora rasta. Ovo antitelo se proizvodi u CHO ćelijskoj kulturi.

## Literatura
- Hardman JG, Limbird LE, Gilman AG (2001). Goodman & Gilman's The Pharmacological Basis of Therapeutics (10. изд.). New York: McGraw-Hill. ISBN 0071354697. doi:10.1036/0071422803.
- Thomas L. Lemke; David A. Williams, ур. (2007). Foye's Principles of Medicinal Chemistry (6. изд.). Baltimore: Lippincott Willams & Wilkins. ISBN 0781768799.

## Spoljašnje veze
|  | Molimo Vas, obratite pažnju na važno upozorenje u vezi sa temama iz oblasti medicine (zdravlja). |